# Ostrów (Busko)
Pour les articles homonymes, voir Ostrów.
Ostrów est une localité polonaise de la gmina de Wiślica, située dans le powiat de Busko en voïvodie de Sainte-Croix.